# 切通猛
切通 猛（きりとおし たけし、1944年4月21日 - 2015年6月15日）は、兵庫県姫路市出身のプロ野球選手（外野手）・コーチ。

## 来歴・人物
姫路南高では明治大学時代に杉下茂とバッテリーを組んだ安藤邦夫監督の指導を受け、3年次の1963年に4番・左翼手として夏の甲子園兵庫大会決勝に進出するが、市西宮高に5-6で惜敗し甲子園出場を逸する。2年後輩の黒田正宏は、切通が凄い筋肉で打球をポンポン飛ばしていたのを見て、一流になるにはあのぐらいの筋力がないといけないのかと思い、足腰を徹底的に鍛えた。切通は黒田に「何でもええから走っとけ」とアドバイスし、黒田が野球人生で最初に影響を受けた人になった。
高校卒業後は1964年に芝浦工業大学へ進学し、田部輝男監督の指導を受ける。東都大学リーグでは優勝に届かず、2部降格も経験。1部リーグ通算42試合出場、84打数12安打、打率.143、0本塁打、4打点。
大学卒業後は1968年に東芝へ入社し、同年の明治維新百年記念明治神宮野球大会に社会人全神奈川県代表として出場、4番打者として起用された。同年のドラフトでは阪急ブレーブスから9位指名されるが、これを保留したまま、1969年の都市対抗に出場。三菱重工川崎の補強選手として活躍し、チームを準々決勝に導くが、大昭和製紙に惜敗。
大会終了後は阪急に入団し、2年目の1970年にはジュニアオールスターにも出場。一軍では出場機会に恵まれず、1975年オフに阪神タイガースに金銭トレードで移籍。阪急時代の1970年から阪神移籍1年目の1976年までウエスタン・リーグの規定打席に到達し、1976年にはウエスタンの本塁打王を獲得。1977年には74試合に出場し、桑野議と共に代打を中心に起用されたが、19試合に外野手として先発出場している。1978年オフに現役を引退。
引退後は阪神で二軍トレーニングコーチ（1979年 - 1980年, 1983年 - 1988年, 1991年）、二軍打撃コーチ（1981年 - 1982年）、二軍外野守備・走塁トレーニングコーチ（1992年 - 1993年）、スコアラー（1989年 - 1990年）、スカウト（1994年 - 2000年）を務めた。二軍では1983年まで若手選手への手本を示すために監督、コーチが試合に出場できるという規約が存在したため、切通はこの規約を適用して、コーチ1年目の1979年にウエスタン公式戦に2試合出場。二塁打と本塁打を放ち、見事に若い選手へ手本も示した。1983年7月10日の広島戦（甲子園）で岡田彰布が右足太股の筋肉を断裂し残りのシーズンを棒に振った際、マンツーマンで取り組んだリハビリトレーニングのおかげで見事に復活。スカウトとしては関本賢太郎、濱中治、藤川球児を発掘。視察のために訪れた関西の有力高校の練習試合で、たまたま相手チームのマウンドに上がった藤川を一目見て、火の玉ストレートの原石を直感。体の線は細かったが、肩と肘が柔らかさに注目し、他球団がノーマークであったこともあって、1998年のドラフトで外れ1位で指名されている。
阪神退団後は宝塚市内でスナックを経営し、温和な性格で誰からも慕われたほか、岡田も選手生命に影響しかねない大怪我から救ってくれた恩義を感じて「売り上げに協力せんといかんからな」と足を運んだ。
2015年6月15日、宝塚市内の病院で死去。71歳没。

## 詳細情報

### 年度別打撃成績
| 年 度      | 球 団      | 試 合 | 打 席 | 打 数 | 得 点 | 安 打 | 二 塁 打 | 三 塁 打 | 本 塁 打 | 塁 打 | 打 点 | 盗 塁 | 盗 塁 死 | 犠 打 | 犠 飛 | 四 球 | 敬 遠 | 死 球 | 三 振 | 併 殺 打 | 打 率 | 出 塁 率 | 長 打 率 | O P S |
| ---------- | ---------- | ----- | ----- | ----- | ----- | ----- | -------- | -------- | -------- | ----- | ----- | ----- | -------- | ----- | ----- | ----- | ----- | ----- | ----- | -------- | ----- | -------- | -------- | ----- |
| 1969       | 阪急       | 1     | 2     | 2     | 0     | 1     | 0        | 0        | 0        | 1     | 0     | 0     | 0        | 0     | 0     | 0     | 0     | 0     | 0     | 0        | .500  | .500     | .500     | 1.000 |
| 1970       | 阪急       | 8     | 9     | 9     | 0     | 0     | 0        | 0        | 0        | 0     | 0     | 0     | 0        | 0     | 0     | 0     | 0     | 0     | 2     | 0        | .000  | .000     | .000     | .000  |
| 1971       | 阪急       | 1     | 5     | 5     | 2     | 2     | 1        | 0        | 1        | 6     | 1     | 0     | 0        | 0     | 0     | 0     | 0     | 0     | 0     | 0        | .400  | .400     | 1.200    | 1.600 |
| 1972       | 阪急       | 7     | 5     | 4     | 0     | 0     | 0        | 0        | 0        | 0     | 0     | 0     | 0        | 0     | 0     | 1     | 0     | 0     | 1     | 0        | .000  | .200     | .000     | .200  |
| 1973       | 阪急       | 1     | 1     | 1     | 0     | 1     | 0        | 0        | 0        | 1     | 1     | 0     | 0        | 0     | 0     | 0     | 0     | 0     | 0     | 0        | 1.000 | 1.000    | 1.000    | 2.000 |
| 1974       | 阪急       | 12    | 17    | 16    | 2     | 4     | 2        | 0        | 1        | 9     | 2     | 1     | 0        | 0     | 0     | 1     | 0     | 0     | 2     | 0        | .250  | .294     | .563     | .857  |
| 1975       | 阪急       | 7     | 1     | 1     | 0     | 0     | 0        | 0        | 0        | 0     | 0     | 0     | 0        | 0     | 0     | 0     | 0     | 0     | 0     | 0        | .000  | .000     | .000     | .000  |
| 1976       | 阪神       | 20    | 24    | 21    | 2     | 3     | 0        | 0        | 0        | 3     | 1     | 0     | 0        | 0     | 1     | 2     | 0     | 0     | 3     | 0        | .143  | .208     | .143     | .351  |
| 1977       | 阪神       | 74    | 115   | 111   | 8     | 31    | 3        | 2        | 2        | 44    | 4     | 0     | 3        | 0     | 0     | 4     | 0     | 0     | 18    | 1        | .279  | .304     | .396     | .701  |
| 1978       | 阪神       | 57    | 86    | 77    | 4     | 17    | 0        | 0        | 1        | 20    | 3     | 0     | 1        | 0     | 1     | 8     | 0     | 0     | 17    | 3        | .221  | .291     | .260     | .550  |
| 通算：10年 | 通算：10年 | 188   | 265   | 247   | 18    | 59    | 6        | 2        | 5        | 84    | 12    | 1     | 4        | 0     | 2     | 16    | 0     | 0     | 43    | 4        | .239  | .283     | .340     | .623  |

### 記録
- 初出場：1969年10月20日、対近鉄バファローズ26回戦（日本生命球場）、6回表に戸田善紀の代打として出場
- 初先発出場：1971年10月6日、対西鉄ライオンズ26回戦（平和台球場）、2番・左翼手で先発出場
- 初本塁打：同上、高橋明からソロ

### 背番号
- 54 （1969年）
- 27 （1970年 - 1975年）
- 26 （1976年 - 1978年）
- 79 （1979年 - 1981年、1984年 - 1987年）
- 92 （1982年 - 1983年）
- 85 （1988年）
- 90 （1991年 - 1993年）